# Bahnstrecke Hostens–Beautiran
| Bahnhof Cabanac-et-Villagrains, Straßenfront, August 2015 |                      |                                                                  |                                                                  |
| Streckennetz der S.té générale des chemins de fer économiques |                      |                                                                  |                                                                  |
| Streckenlänge: | 33,6 km              |                                                                  |                                                                  |
| Spurweite: | 1435 mm (Normalspur) |                                                                  |                                                                  |
| |                      |                                                                  |                                                                  |
| \| \| \| Bahnstrecke Saint Symphorien–Lesparre von St-Symphorien \| \| \| \| 0,0 16,0 \| Hostens \| 75 m \| \| \| \| \| \| \| \| ~0,2 \| Bahnstrecke Saint Symphorien–Lesparre nach Lesparre über Facture \| Bahnstrecke Saint Symphorien–Lesparre nach Lesparre über Facture \| \| \| \| \| \| \| \| \| Lac de Lamothe (seit 1956) \| \| \| \| ~4,3 \| \| \| \| \| ~5,8 \| Saint-Magne \| Saint-Magne \| \| \| ~12,5 \| D 651 (ehem. N 651) \| D 651 (ehem. N 651) \| \| \| ~12,7 \| Villagrains \| Villagrains \| \| \| ~14,3 \| Gat-Mort \| Gat-Mort \| \| \| ~17,8 \| Cabanac \| ~48 m \| \| \| ~23,3 \| Saint-Morillon \| Saint-Morillon \| \| \| ~26,7 \| La Brède \| La Brède \| \| \| ~28,2 \| A 62 / D 1113 (ehem. N 113) \| A 62 / D 1113 (ehem. N 113) \| \| \| 30,4 \| Bahnstrecke Bordeaux–Sète von Bordeaux \| Bahnstrecke Bordeaux–Sète von Bordeaux \| \| \| ~33,1 \| Werks- und Hafenbahnanschluss \| Werks- und Hafenbahnanschluss \| \| \| 33,6 18,1 \| Beautiran \| 11 m \| \| \| \| Bahnstrecke Bordeaux–Sète nach Sète \| \| |                      |                                                                  |                                                                  |
| |                      | Bahnstrecke Saint Symphorien–Lesparre von St-Symphorien          |                                                                  |
| Bahnhof (Strecke außer Betrieb) | 0,0 16,0             | Hostens                                                          | 75 m                                                             |
| |                      |                                                                  |                                                                  |
| Abzweig geradeaus und nach links (Strecke außer Betrieb) · Abzweig quer und von rechts | ~0,2                 | Bahnstrecke Saint Symphorien–Lesparre nach Lesparre über Facture | Bahnstrecke Saint Symphorien–Lesparre nach Lesparre über Facture |
| |                      |                                                                  |                                                                  |
| Strecke nach halbrechts |                      | Lac de Lamothe (seit 1956)                                       | Lac de Lamothe (seit 1956)                                       |
| Abzweig geradeaus und von halblinks | ~4,3                 |                                                                  |                                                                  |
| Bahnhof (Strecke außer Betrieb) | ~5,8                 | Saint-Magne                                                      | Saint-Magne                                                      |
| Bahnübergang (Strecke außer Betrieb) | ~12,5                | D 651 (ehem. N 651)                                              | D 651 (ehem. N 651)                                              |
| Bahnhof (Strecke außer Betrieb) | ~12,7                | Villagrains                                                      | Villagrains                                                      |
| Brücke über Wasserlauf (Strecke außer Betrieb) | ~14,3                | Gat-Mort                                                         | Gat-Mort                                                         |
| Bahnhof (Strecke außer Betrieb) | ~17,8                | Cabanac                                                          | ~48 m                                                            |
| Bahnhof (Strecke außer Betrieb) | ~23,3                | Saint-Morillon                                                   | Saint-Morillon                                                   |
| Bahnhof (Strecke außer Betrieb) | ~26,7                | La Brède                                                         | La Brède                                                         |
| Bahnübergang (Strecke außer Betrieb) | ~28,2                | A 62 / D 1113 (ehem. N 113)                                      | A 62 / D 1113 (ehem. N 113)                                      |
| Strecke nach halbrechts und von links · Kreuzung geradeaus unten · Strecke quer | 30,4                 | Bahnstrecke Bordeaux–Sète von Bordeaux                           | Bahnstrecke Bordeaux–Sète von Bordeaux                           |
| Strecke · Abzweig geradeaus und von links (Strecke außer Betrieb) | ~33,1                | Werks- und Hafenbahnanschluss                                    | Werks- und Hafenbahnanschluss                                    |
| Bahnhof · Kopfbahnhof Streckenende | 33,6 18,1            | Beautiran                                                        | 11 m                                                             |
| |                      | Bahnstrecke Bordeaux–Sète nach Sète                              |                                                                  |

Die Bahnstrecke Hostens–Beautiran war eine 33,6 Kilometer lange normalspurige Kleinbahnstrecke in Südwest-Frankreich zwischen Hostens und Beautiran, wo sie Anschluss an die Bahnstrecke Bordeaux–Sète hatte. Sie wurde 1886 von der Société générale des chemins de fer économiques (SE), einer der größten Nebenbahngesellschaften Frankreichs, eröffnet und ihrem Réseau de la Gironde zugeteilt, die auch als Chemins de fer économiques de la Gironde bezeichnet werden. Zwei Jahre zuvor hatte die Bahnstrecke Saint Symphorien–Lesparre Hostens erreicht, jetzt gab es eine Querverbindung an die Garonne. Die Strecke führte fast ausschließlich durch weitläufige Kiefernplantagen.

## Geschichte
1886 wurde die Strecke in gesamter Länge eingeweiht. Am 19. Januar 1954 wurde der Personenverkehr beendet. Der 18 km lange östliche Teil zwischen Cabanac und Beautiran wurde am 16. August des gleichen Jahres auch für den Güterverkehr geschlossen. 1978 folgte der westliche Abschnitt, sodass ab dann der gesamte Verkehr ruhte.

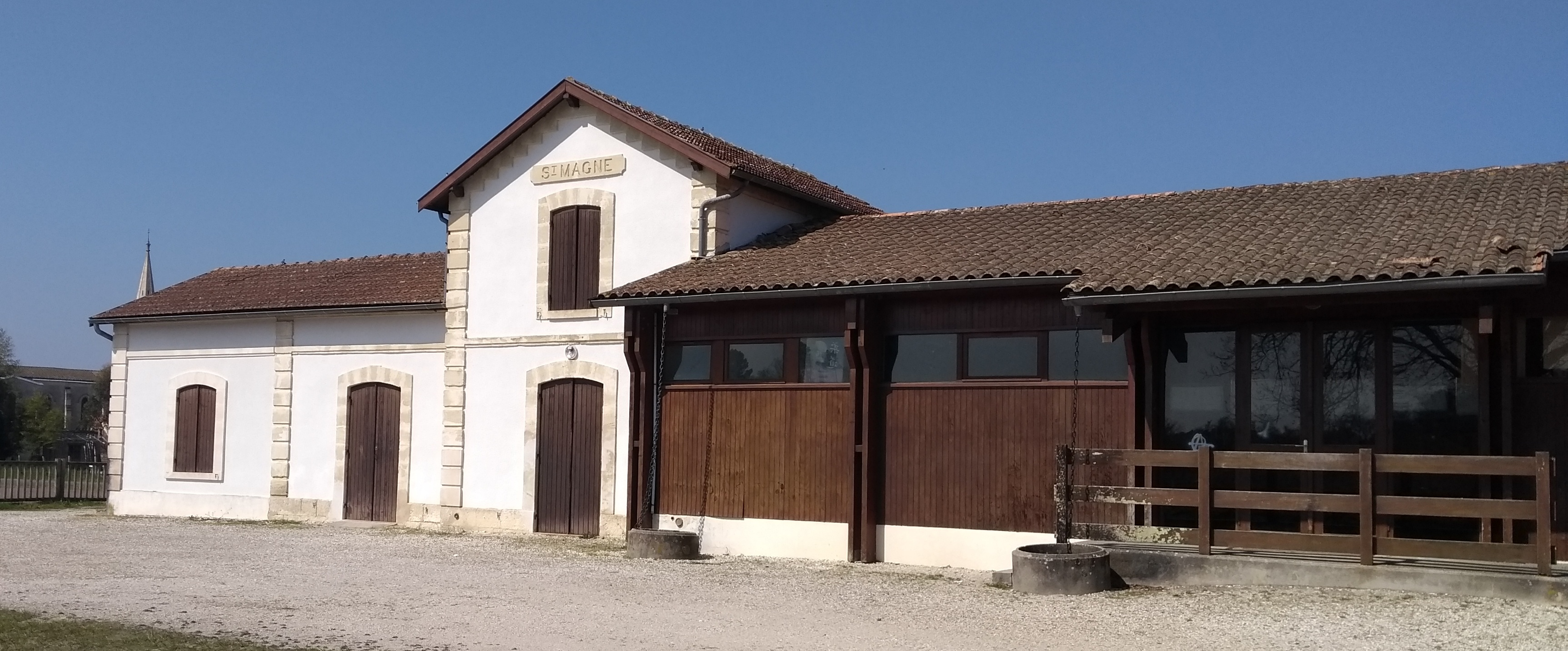
Bahnhof Saint-Magne im April 2019

In Beautiran bestand sowohl ein Anschluss an die Papierfabrik als auch an den Flusshafen der Garonne, von dem hauptsächlich Kiefernstämme aus dem Hinterland verschifft wurden, die am Zielort im Bergbau eingesetzt wurden. 1956 gab es im Bereich von Hostens eine neue Gleisführung, obwohl sich abzeichnete, dass die Strecke geschlossen werden könnte, war zwei Jahre zuvor doch bereits der Personenverkehr im Abschnitt Cabanac–Beautiran eingestellt worden. Dadurch verlängerte sich die Strecke um ca. 1,5 km. Grund dafür war die Vergrößerung des Areals, auf dem Braunkohle im Tagebau abgebaut wurde. Diese Flächen haben sich später mit Grundwasser gefüllt und bilden den Lac de Lamothe und den Lac de Bernada.
In Hostens und La Brède ist der als D 805 gekennzeichnete Voie verte mit einer Infotafel versehen. Zwischen diesen beiden Orten wurde die ehemalige Trasse zu einem kombinierten Fuß- und Radweg umgewandelt.